# Sanger, Kalifornien
Sanger är en stad (city) i Fresno County, i delstaten Kalifornien, USA. Enligt United States Census Bureau har staden en folkmängd på 24 599 invånare (2011) och en landarea på 14,3 km².